# Dora Thaler
Dorothea „Dora“ Thaler, verheiratete Lützow, Dolezal und Finaly (* 26. März 1914 in Wien als Dorothea Luise Franziska Thaler; † 24. September 1970 ebenda) war eine österreichische Schriftstellerin, die vor allem Kinder- und Jugendbücher schrieb.

## Leben und Karriere
Dora Thaler wurde am 26. März 1914 im Sanatorium Löw in  Wien geboren; ihr Großvater war der Lustspieldichter Franz von Schönthan (1849–1913), der nur wenige Monate vor ihrer Geburt starb. Weiters war sie eine Nichte des Schauspielers Anton Edthofer.
Am 28. Juni 1932 heiratete die damals 18-Jährige in Wien den mehr als dreimal so alten Schauspieler, Regisseur und Schriftsteller Kurt von Lessen, eigentlich Siegfried von Lützow (1877–1960), Sohn des Kulturhistorikers Carl von Lützow (1832–1897) und Anna Maria Franziska Siegelinda Schmitz Edle von Auerbach (1832–1922). Einer der Beistände war unter anderem der Architekt Helmut von Wagner-Freynsheim. Die Ehe wurde am 20. Juni 1949, also fast auf den Tag genau 17 Jahre nach der Schließung, geschieden. Knapp zwei Monate spätere heiratete sie zum zweiten Mal und trug fortan den Familiennamen Dolezal.
Zwei Jahre davor hatte Thaler ihre ersten beiden Romane (Eine Frau geht ihren Weg. Roman einer Wienerin. und Trudes Sorgenkind. Ein Jungmädchenbuch.) herausgebracht. Laut Zeitungsberichten aus dieser Zeit dürfte sie bereits davor mit Jugendbüchern in Erscheinung getreten sein. Während ihr erstes Werk, das über den Metten-Verlag erschienen war, im Jahre 1959 in zweiter Auflage erschien, wurden ihre Trude-Bücher zu ihrem großen Erfolg. Alleine das erste Trude-Buch aus dem Jahr 1947 wurde bis 1950 in vier Auflagen verkauft (Ueberreuter). 1948 folgten die beiden Bücher Veronikas Schritt ins Leben. Ein Mädchenbuch. und Veronika und ihre Freundinnen. Ein Mädchenbuch. sowie mit Trudes große Entdeckung. ein weiteres Buch der Trude-Reihe. Ab dieser Zeit wurden ihre Bücher vorrangig über den damals noch jungen Breitschopf-Verlag veröffentlicht. Mit der Veröffentlichung von Helga in tausend Nöten! Ein Mädchenbuch. im Jahr 1949, das im Jahr 1962 in zweiter Auflage erschien, startete Thaler ihre nicht minder erfolgreiche Helga-Reihe. Noch im gleichen Jahr brachte sie Oh, diese Helga. heraus; 1972 erschien das Buch in zweiter Auflage. Bereits ein Jahr später kam mit Helga, einmal anders. Ein Mädchenbuch. das bereits dritte Helga-Buch heraus. Ebenso erschienen in diesem Jahr die Bücher Kleines Fräulein Wirbelwind. Ein Mädchenbuch. (2. Auflage: 1955) und Erikas großer Wunsch. Ein Mädchenbuch. (2. Auflage: 1967, 3. Auflage 1974) und im Folgejahr Helga reißt aus! Ein Mädchenbuch.
Ihre Trude-Reihe wurde ab 1952 mit dem Buch Achtung Trude, Aufnahme! Eine Erzählung für junge Mädchen. fortgesetzt. Dieses erschien, wie schon das erste Buch dieser Reihe, im Ueberreuter-Verlag und diesmal nicht nur in Wien, sondern auch über den Verlagsstandort in Heidelberg. 1955 wurde der Roman in zweiter Auflage herausgebracht. In den nachfolgenden Jahren wurde es weitgehend ruhig um Thaler, die erst wieder ab 1956 neue Bücher herausbrachte. So erschienen im Jahr 1956 die beiden Inge-Bücher Suchkind Inge findet heim. Erzählung für junge Mädchen. (über den Bären-Verlag, Düsseldorf) und Inge findet heim. (wieder über Breitschopf; 2. Auflage: 1963). Nachdem sie sich weitestgehend ins Privatleben zurückgezogen hatte – mittlerweile lebte sie in dritter Ehe und mit dem Familiennamen Finaly – erschienen in den folgenden Jahren nur mehr selten neue Bücher. So brachte sie in den 1960er Jahren nur die beiden Bücher Monika und Peggy. (2. Auflage: 1973, 3. Auflage: 1983) sowie Jackys großes Erlebnis. (2. Auflage: 1983) heraus. In den frühen 1970er Jahren setzte sie ihre Trude- und ihre Inge-Reihe fort. 1970 wurde Trude bangt um ihren Schützling. veröffentlicht; 1973 – drei Jahre nach ihrem Tod – folgten Inge muß es erfahren. (2. Auflage: 1981) und Zweimal Trude. Ihre Werke veröffentlichte sie stets unter ihrem Geburts- bzw. Rufnamen (Dora Thaler).
Zu den Illustratoren, mit denen sie zusammenarbeitete, zählten Willy Mayrl, Walter Rieck, Anny Hoffmann, Hans Wulz, Elisabeth Grauel von Mandelsloh, Robert Aigner oder Mariee-Luise Fay.
Am 24. September 1970 starb sie 56-jährig in ihrer Geburts- und Heimatstadt und wurde am 5. Oktober 1970 am Döblinger Friedhof (Gruppe 27, Reihe 3, Nummer 21) begraben.

## Werke (Auswahl)
- 1947: Eine Frau geht ihren Weg. Roman einer Wienerin. (2. Auflage: 1957)
- 1947: Trudes Sorgenkind. Ein Jungmädchenbuch. (2. veränderte Auflage: 1948, 3. Auflage: 1949, 4. Auflage: 1950)
- 1948: Veronikas Schritt ins Leben. Ein Mädchenbuch. (2. Auflage: 1949)
- 1948: Veronika und ihre Freundinnen. Ein Mädchenbuch.
- 1948: Trudes große Entdeckung.
- 1949: Helga in tausend Nöten! Ein Mädchenbuch. (2. Auflage: 1962)
- 1949: Oh, diese Helga. (2. Auflage: 1972)
- 1950: Helga, einmal anders. Ein Mädchenbuch.
- 1950: Kleines Fräulein Wirbelwind. Ein Mädchenbuch. (2. Auflage: 1955)
- 1950: Erikas großer Wunsch. Ein Mädchenbuch. (2. Auflage: 1967, 3. Auflage 1974)
- 1951: Helga reißt aus! Ein Mädchenbuch.
- 1952: Achtung Trude, Aufnahme! Eine Erzählung für junge Mädchen. (2. Auflage: 1955)
- 1956: Suchkind Inge findet heim. Erzählung für junge Mädchen.
- 1956: Inge findet heim. (2. Auflage: 1963)
- 1961: Monika und Peggy. (2. Auflage: 1973, 3. Auflage: 1983)
- 1963: Jackys großes Erlebnis. (2. Auflage: 1983)
- 1970: Trude bangt um ihren Schützling.
- 1973: Inge muß es erfahren. (2. Auflage: 1981)
- 1973: Zweimal Trude.